# 洪锋
洪锋是一位中国高级软件工程师，小米科技联合创始人、高级副总裁，前MIUI业务负责人、小米金融负责人。

## 生平
1995年毕业于上海交通大学，取得计算机科学与工程学士学位。1999年取得美国普渡大学计算机科学硕士学位。2001-2005年在Siebel公司工作四年，是负责服务器性能和大型专业系统的可扩展性的Web应用程序的首席工程师。2005年洪锋进入谷歌美国总部，任高级软件工程师，最开始负责Google日历。2006年-2010年，回国后任谷歌中国谷歌垂直搜索产品经理、音乐搜索产品经理、谷歌中国高级产品经理，带领谷歌中国团队推出的谷歌音乐服务结合中国特色开创了中国商业模式，成为了中国谷歌为数不多的饱受赞誉的产品。此外，洪峰在谷歌中国领导的项目还有谷歌中文输入法和谷歌视频。
2010年5月，洪锋加入小米公司担任联合创始人。2012年初，接手MIUI业务。在负责MIUI时期，洪锋在MIUI团队内部以及米粉中间被称作“洪帮主”，由其主导的MIUI也成为小米的“三驾马车”之一。
2015年，洪锋着手创办小米金融（即天星数科的前身）。2019年，小米金融更名为小米数科；2020年，小米数科再次更名为天星数科，洪锋担任天星数科董事长兼CEO。2022年9月9日，小米集团发布公司内部邮件，洪锋卸任天星数科董事长，该职位由小米集团副总裁、CFO林世伟兼任。洪锋目前为小米联合创始人、高级副总裁，但已无实际负责的业务。